# Włodzimierz Malczewski
Włodzimierz Malczewski (ur. 15 stycznia 1955 w Tomaszowie Mazowieckim) – pisarz, z wykształcenia magister inżynier budownictwa, autor powieści obyczajowych i sensacyjnych, a także autor książek dla dzieci.

## Życiorys
Włodzimierz Malczewski jest absolwentem najstarszej tomaszowskiej szkoły - I Liceum Ogólnokształcącego im. Jarosława Dąbrowskiego w Tomaszowie Mazowieckim. Ukończył studia na Wydziale Budownictwa i Architektury Politechniki Łódzkiej. Jest inżynierem budownictwa.

## Twórczość
W swojej twórczości sięga po różne gatunki literackie. Ma w swoim dorobku powieści obyczajowe traktujące o trudnych związkach kobiety i mężczyzny, a także sensacyjne, w których porusza tematy powiązań polityki, biznesu i służb specjalnych ze zorganizowaną przestępczością. Do najważniejszych tytułów należą:
Powieści
1. Bitwy Aniołów, Wydawnictwo Poligraf, 2013[1]
2. Powiedz mi dlaczego, Wydawnictwo Poligraf, 2013[2]
3. Moje Miasto, Wydawnictwo Novae Res, 2015[3]
4. Uwikłany, Wydawnictwo Novae Res, 2018[4][5]
5. Pocztówka z Arles, Wydawnictwo Novae Res, 2022[6][7]
6. Księżniczka, Wydawnictwo Novae Res, 2022[8][9]
7. Chłopiec o błękitnych oczach, Wydawnictwo Warszawska Firma Wydawnicza, 2024[10][11]

Książki dla dzieci
1. Antoś Mrówek i Hania Biedronka, Novae Res, 2015[12][13]
2. Maks Motyl i Olek Ważka, Novae Res, 2018[14][15][16]
3. Mali odkrywcy Little Explorers Tony Hana Max and Olly, Bumblebee Books London, 2021